# Manfred Hauser
Manfred Hauser (* 14. November 1968 in Bad Aibling) ist ein im Polizeidienst tätiger deutscher Jurist. Er ist seit Januar 2025 Präsident des Bayerischen Landesamtes für Verfassungsschutz (LfV).

## Leben
Nach dem Abitur studierte Hauser an der Ludwig-Maximilians-Universität München Rechtswissenschaften. Er war zunächst als Jurist bei verschiedenen Polizeiverbänden tätig und wechselte dann in den Polizeivollzugsdienst. Unter anderem leitete er ab 2006 die Personalabteilung beim Polizeipräsidium München sowie nachfolgend im Bayerischen Innenministerium die Sachgebiete „Recht der öffentlichen Sicherheit und Ordnung“ und „Personal der Bayerischen Polizei“. Seit Herbst 2015 war er Vizepräsident des Bayerischen Landesamts für Verfassungsschutz, zum 1. Oktober 2021 Polizeipräsident des Polizeipräsidiums Oberbayern Süd. An der Spitze des LfV steht er seit Anfang 2025.